# モンカルヴォ
モンカルヴォ（伊: Moncalvo）は、イタリア共和国ピエモンテ州アスティ県にある、人口約2,800人の基礎自治体（コムーネ）。

## 地理

### 位置・広がり
| 隣接するコムーネは以下の通り。括弧内のALはアレッサンドリア県所属を示す。 - アルフィアーノ・ナッタ (AL) - カステッレット・メルリ (AL) - チェレゼート (AL) - グラーナ・モンフェッラート - グラッツァーノ・バドーリオ - オッティーリオ (AL) - ペナンゴ - ポンツァーノ・モンフェッラート (AL) |

#### 地震分類
イタリアの地震リスク階級 (it) では、4 に分類される
。

## 行政

### 分離集落
モンカルヴォには、以下の分離集落（フラツィオーネ）がある。
- Castellino, Gessi, Patro, Santa Maria, San Vincenzo, Stazione